# Liste der Naturdenkmale in Fraureuth
Die Liste der Naturdenkmale in Fraureuth nennt die Naturdenkmale in Fraureuth im sächsischen Landkreis Zwickau.

## Definition
„Naturdenkmäler sind rechtsverbindlich festgesetzte Einzelschöpfungen der Natur oder entsprechende Flächen bis zu fünf Hektar, deren besonderer Schutz erforderlich ist
1. aus wissenschaftlichen, naturgeschichtlichen oder landeskundlichen Gründen oder
2. wegen ihrer Seltenheit, Eigenart oder Schönheit.“

„§ 18 – Naturdenkmäler – (zu § 28 BNatSchG)
(1) Die Erklärung nach § 22 Abs. 1 BNatSchG von Teilen von Natur und Landschaft als Naturdenkmal erfolgt durch Rechtsverordnung oder Einzelanordnung.
(2) Über § 28 Abs. 1 BNatSchG hinaus können Naturdenkmäler zur Sicherung von Lebensgemeinschaften oder Lebensstätten von im Bestand gefährdeten oder streng geschützten Arten festgesetzt werden.“

## Liste
Diese Auflistung unterscheidet zwischen Flächennaturdenkmalen (FND) mit einer Fläche bis zu 5 ha (bei Verordnung nach DDR-Recht auch mehr) und Einzel-Naturdenkmalen (ND).
Link zu einem Kartenansichtstool, um Koordinaten zu setzen.
| Bild | Bezeichnung                         | Lage                                                          | Beschreibung | Datum | Nummer       |
| ---- | ----------------------------------- | ------------------------------------------------------------- | --- | ----- | ------------ |
| BW   | Römertal mit 7 Teichen              | Ruppertsgrün und Steinpleis (50° 42′ 15,2″ N, 12° 23′ 6,8″ O) | FND. 89491 m² Fläche. | 1983  | Z364.231.023 |
| BW   | Plexgrund                           | Gospersgrün und Thanhof (50° 41′ 15,4″ N, 12° 23′ 16,1″ O)    | FND. 35891 m² Fläche. Quellgebiet am Südhang des Feldgehölzes zwischen Gospersgrün und Thanhof, am Schönfelser Bach. Geschützt sind der naturnahe Laubmischwald und das größte Vorkommen des Leberblümchens im Landkreis. | 1983  | Z364.231.028 |
| BW   | Poppen-Pöhl                         | Beiersdorf (50° 40′ 12″ N, 12° 20′ 26″ O)                     | FND. 6345 m² Fläche. Stieleichenwald auf einer Felskuppe mit südlich angrenzendem Silikatmagerrasen. Flora unter anderem Duftender Weißwurz, Heide-Nelke, Kriechender Hauhechel und Färber-Ginster.                       | 1983  | Z364.231.034 |
| BW   | Forbriger-Teich                     | Beiersdorf (50° 40′ 46,6″ N, 12° 20′ 18″ O)                   | FND. 21488 m² Fläche. | 1983  | Z364.231.041 |
| BW   | Gehölz Knüpfer                      | Beiersdorf (50° 41′ 16,6″ N, 12° 20′ 26″ O)                   | FND. 46372 m² Fläche. | 1983  | Z364.231.042 |
| BW   | Gehölz nahe Futtermittelwerk        | Beiersdorf (50° 40′ 19,2″ N, 12° 21′ 10,2″ O)                 | FND. 3481 m² Fläche. Eine von zwei Teilflächen. | 1983  | Z364.231.043 |
| BW   | Gehölz nahe Futtermittelwerk        | Beiersdorf (50° 40′ 24,7″ N, 12° 21′ 7,4″ O)                  | FND. 7555 m² Fläche. Eine von zwei Teilflächen. | 1983  | Z364.231.043 |
| BW   | Pionierpark (Gehölz)                | Beiersdorf (50° 40′ 25,3″ N, 12° 20′ 49,4″ O)                 | FND. 4606 m² Fläche. | 1983  | Z364.231.044 |
| BW   | Steinbruch Schwabe                  | Beiersdorf (50° 40′ 9,2″ N, 12° 20′ 44,5″ O)                  | FND. 2916 m² Fläche. | 1983  | Z364.231.045 |
| BW   | Schlehdornbusch                     | Gospersgrün (50° 40′ 49,5″ N, 12° 22′ 38,8″ O)                | FND. 511 m² Fläche. | 1983  | Z364.231.063 |
| BW   | Alberts Busch                       | Beiersdorf (50° 41′ 8,1″ N, 12° 22′ 20,6″ O)                  | FND. 908 m² Fläche. | 1983  | Z364.231.064 |
| BW   | 4 Linden am Hang                    | Beiersdorf (50° 40′ 25,1″ N, 12° 20′ 25,3″ O)                 | | 2004  |              |
| BW   | 3 Linden                            | Beiersdorf (50° 40′ 59,8″ N, 12° 20′ 58,3″ O)                 | | 2004  |              |
| BW   | Kirchberg-Linde                     | Beiersdorf (50° 40′ 52″ N, 12° 20′ 51,3″ O)                   | | 2004  |              |
| BW   | Mühlen-Eiche                        | Beiersdorf (50° 40′ 57,9″ N, 12° 21′ 2,3″ O)                  | | 2004  |              |
| BW   | Baumgruppe am ehemaligen Mühlgraben | Beiersdorf (50° 40′ 59,4″ N, 12° 21′ 5,5″ O)                  | | 2004  |              |
| BW   | 7 Eichen                            | Beiersdorf (50° 40′ 45″ N, 12° 21′ 4,2″ O)                    | | 1999  |              |
| BW   | Pyramideneiche                      | Fraureuth (50° 42′ 14″ N, 12° 21′ 27,7″ O)                    | | 2004  |              |
| BW   | Linde                               | Gospersgrün (50° 40′ 38,5″ N, 12° 22′ 31″ O)                  | | 2004  |              |
| BW   | Mühlen-Linde                        | Gospersgrün (50° 41′ 12,8″ N, 12° 23′ 0,6″ O)                 | | 2004  |              |
| BW   | Eiche am Bahnwärterhaus             | Ruppertsgrün (50° 42′ 19,6″ N, 12° 22′ 36,9″ O)               | | 1999  |              |